# Bjurhovda Atletklubb
Bjurhovda Atletklubb (BAK), även kallat Bjurhovda Gym, var ett av Sveriges äldsta gym och grundades 1979. Det var beläget i Bjurhovda centrum i Västerås. Gymmet bedrevs som en ideell förening. Lokalerna som gymmet befann sig i utsattes för två mordbränder under 2019 och lokalen där gymmet befann sig i blev även kraftigt förstört och detta resulterade i omfattande skador på utrustning. Föreningen, i samråd med medlemmarna, bestämde under årsmötet i juni 2021 att gymmet skulle stängas ner.